# 1974 في اليونان
فيما يلي قوائم الأحداث التي وقعت خلال عام 1974 في اليونان.

## سياسة

### تعيين في المنصب
- 1 يناير – أندرياس باباندريو عضو البرلمان اليوناني.
- 1 يناير – كونستانتينوس ستيفانوبولوس عضو البرلمان اليوناني،undersecretary to a ministry of the Greek government ‏،Greek Minister of the Interior  [لغات أخرى]‏.
- 24 يوليو – قسطنطين كرامنليس رئيس وزراء اليونان.

### انتهاء فترة المنصب
- 9 أكتوبر – كونستانتينوس ستيفانوبولوس undersecretary to a ministry of the Greek government ‏.

## مواليد

### فبراير
- 6 فبراير – نيكوس فيتولاس

### مارس
- 27 مارس – جورج كومانتاراكيس لاعب كرة قدم جنوب أفريقي.

### مايو
- 30 مايو – كونستانتيوس تشالكياس لاعب كرة قدم يوناني.

### يونيو
- 11 يونيو – فراجيسكوس ألفيرتيس

### يوليو
- 12 يوليو – ستيليوس جياناكابولوس لاعب كرة قدم يوناني.
- 28 يوليو – أليكسيس تسيبراس سياسي يوناني.

### أكتوبر
- 12 أكتوبر – ماري ويلسون

### ديسمبر
- 7 ديسمبر – باناجيوتيس لياديليس لاعب كرة سلة يوناني.

## وفيات

### أبريل
- 15 أبريل – الأميرة إيرين، دوقة أوستا (مواليد 1904)